# Сухановка (Свердловская область)
Суха́новка — село в Свердловской области, входящее в муниципальное образование Артинский городской округ. Расположено в 26 км от административного центра — посёлка городского типа Арти. Является частью Сухановского сельского совета.

## История
Село основано в 1750-х годах и названо, возможно, по прозвищу первопоселенца Сухана.

## Население
| 2002 | 2010 | 2021 |
| ---- | ---- | ---- |
| 878  | ↘700 | ↘531 |